# فرهنگ تئوچیتلان

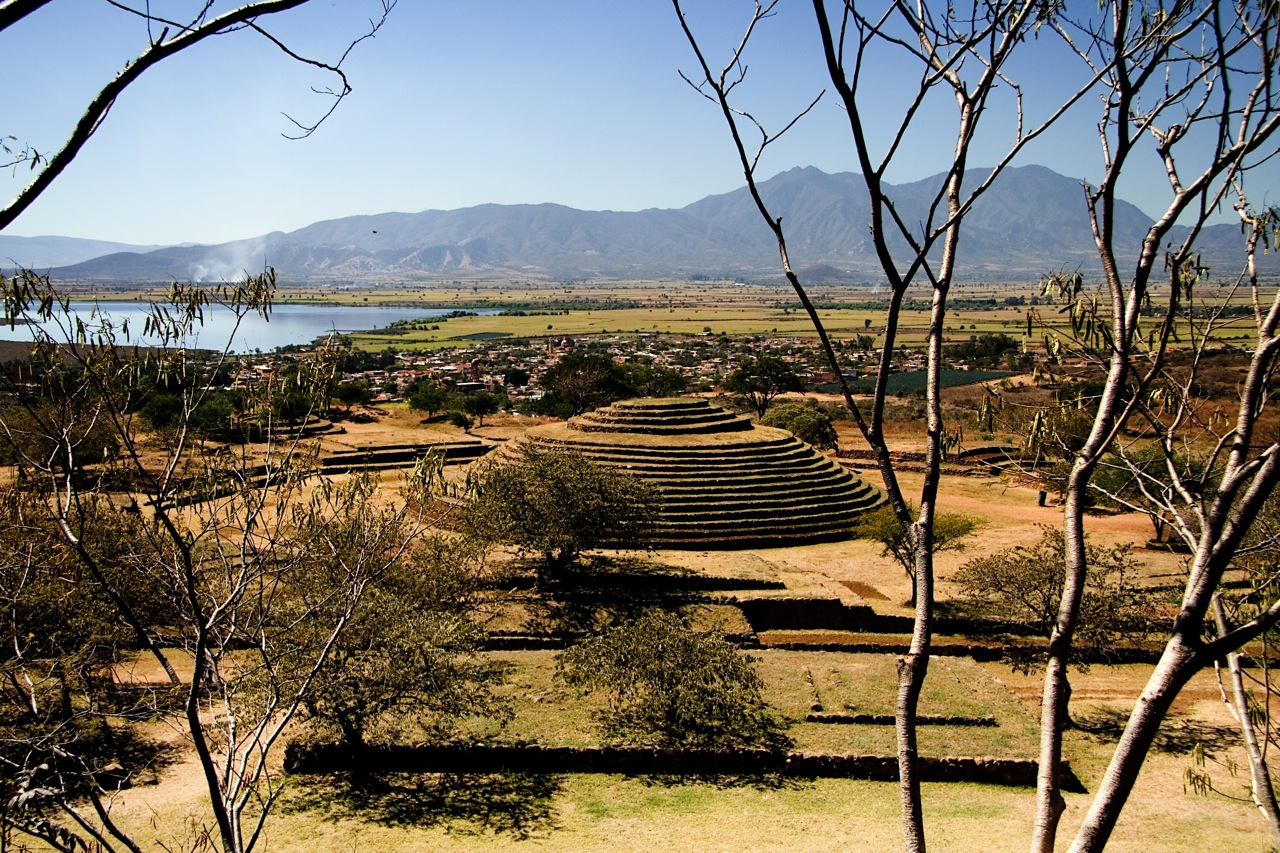
معبد مدور و هرمی ساخت اقوام تئوچیتلان در کشور مکزیک

فرهنگ تئوچیتلان فرهنگی باستانی مربوط اقوام بهم‌پیوسته و سرخپوستی بود که در حدفاصل سال‌های ۳۰۰ پیش از میلاد تا ۹۰۰ میلادی بر بخش‌های از آمریکای مرکزی که امروزه از حیث تقسیمات کشوری مکزیک در مناطق نایاریت و خالیسکو قرار می‌گیرند، حاکم بودند. این اقوام بدلیل داشتن مهارت در ساخت معابد و پرستشگاههای هرمی و مدور و دایره‌ای‌شکل شهره بودند. حاکمیت این قوم احتمالاً توسط دولت تاراسکان برچیده‌شد.